# Aldo Jara
Aldo Jara (Asunción, Paraguay, 25 de abril de 1984) es un futbolista paraguayo. Juega de delantero y actualmante se encuentra sin equipo.

## Trayectoria
En el 2007 se marchó a Perú para jugar por Universitario de Deportes, jugó al lado del portero peruano José Carvallo, quien fue mundialista en la Copa Mundial de Fútbol de 2018.

## Selección nacional
Fue internacional con la selección de fútbol sub-17 de Paraguay con la cual disputó el Campeonato Sudamericano Sub-17 de 2001, siendo el máximo goleador del torneo con 6 goles. También formó parte de la plantilla que disputó la Copa Mundial Sub-17 de ese mismo año.

### Participaciones en Copas del Mundo
| Mundial                     | Sede              | Resultado    |
| --------------------------- | ----------------- | ------------ |
| Copa Mundial Sub-17 de 2001 | Trinidad y Tobago | Primera fase |

## Clubes
| Club                      | País     | Año       |
| ------------------------- | -------- | --------- |
| Cerro Porteño             | Paraguay | 2004      |
| Club Guaraní              | Paraguay | 2005      |
| Coquimbo Unido            | Chile    | 2005-2006 |
| Universitario de Deportes | Perú     | 2007      |
| Sol de América            | Paraguay | 2007-2008 |
| FBC Melgar                | Perú     | 2008      |
| Real Cartagena            | Colombia | 2009      |
| San Lorenzo               | Paraguay | 2011      |
| Sportivo Iteño            | Paraguay | 2012      |
| Sport Huancayo            | Perú     | 2013-2014 |
| Club Atlético San Antonio | Paraguay | 2019      |

## Palmarés

### Campeonatos nacionales
| Título           | Club          | País     | Año  |
| ---------------- | ------------- | -------- | ---- |
| Primera División | Cerro Porteño | Paraguay | 2004 |